# Morten Nielsen
Morten Nielsen, född 28 februari 1990, är en dansk fotbollsspelare som spelar för Hvidovre IF. Han är son till den före detta danska fotbollsstjärnan Benny Nielsen. År 2006, när han var 16 år, skrev han på ett kontrakt för Chelsea FC.